# Finlands författningssamling
Finlands författningssamling (FFS) är en offentlig publikation som utkommer sedan 1808.
I Finlands författningssamling publiceras bland annat lagar, förordningar, riksdagens arbetsordning, statsråds- och ministeriebeslut samt myndighetsbeslut, föreskrifter och tillkännagivanden av allmän betydelse. Även riksdagens beslut om statsbudgeten och tilläggsbudgeten publiceras där.
Till Finlands författningssamling hör en separat del (fördragsserien) för kungörande av fördrag och avtal med internationella förpliktelser. Författningssamlingens finskspråkiga motsvarighet Suomen asetuskokoelma utkommer sedan 1860. Gällande lag och förordning om Finlands författningssamling är från år 2000. Därtill finns en särskild lag om ministeriernas och myndigheternas föreskriftssamling.